# 奇洛埃群島
奇洛埃群島（西班牙語：Archipiélago de Chiloé）是智利沿岸的群島，查考海峽把群島從智利大陸分隔， 主要島嶼有奇洛埃島、萊穆伊島、金查奧島和瓜佛島，2002年人口154,775，其中44%居民住在農村地區，主要經濟活動有鮭魚養殖業、旅遊業、農業和木材業。
42°36′S 73°57′W / 42.600°S 73.950°W